# حريق سينما ركس
حريق سينما ركس ((بالفارسية: آتش‌سوزی سینما رکس آبادان)) هي حادثة وقعت بمدينة عبادان بإيران في 19 أغسطس 1978، مما أسفر عن مقتل ما بين 377 و 470 شخصًا. بدأ الحدث عندما قام أربعة رجال بغمر مبنى السينما بوقود طائرات قبل إشعال النار فيه، كان الهجوم سبباً من أسباب اندلاع الثورة الإيرانية عام 1979 التي شهدت الإطاحة بالنظام الملكي الإيراني.
وصرحت الحكومة الإيرانية أن مرتكبي الحريق من الجماعات الإسلامية، بينما ادعى المتظاهرون المناهضون للشاه أن منظمة المخابرات والأمن القومي سافاك كانت وراء الحادث في محاولة منه لتطويق المعارضة. وأُعلن في وقت لاحق عن أن الجناة من المتشديين الإسلاميين. في اليوم التالي تجمع 10.000 من أقارب القتلى والمتعاطفين لتشييع جماعي حاشد ومظاهرة تنادي «ليحترق الشاه» و «الشاه هو المذنب».

## الحريق
في 19 أغسطس 1978 في سينما ريكس في عبادان كان مئات الأشخاص يشاهدون فيلم بعنوان «الغزال» عندما أغلق أربعة رجال أبواب السينما في الساعة 20:21 وصبوا عليها البنزين. اندلع الحريق خارج ثلاثة أبواب مداخل الصالة الرئيسية بعد أن ألقى المهاجمون أعواد الثقاب على البنزين. ثم فر المهاجمون وأغلقوا الأبواب من الخارج. ونجا حوالي 100 شخص من صعدوا إلى السطح دون أن يصابوا بأذى، وأصيب 223 آخرون بجروح غير مميتة، فيما مات بقية الحاضرين (بين 377 و 470) في الحريق.

## الجناة المحتملون
ألقت صحيفة صبح امروز الإيرانية باللوم على الإسلاميين المتطرفين في مقال افتتاحي لجريدة كيهان التي يديرها حسين الشريعتمداري.
وبحسب المؤرخ الإيراني عباس امانات الذي قال: مما هو معروف أغلقت أبواب خروج سينما ريكس عمدًا. وحملت الشائعات المنتشرة في ذلك الوقت مسؤولية سافاك والعملاء الموالين للحكومة، إلا أن الحرق المتعمد كان منسجمًا مع نمط النشطاء الإسلاميين في إشعال النيران في دور السينما وغيرها من الأماكن التي يُفترض أنها انحطاط غربي منذ أكثر من عقد. كما شوهد في كثير من حالات الحرق العمد التي دمرت دور السينما، أولاً في قم ولاحقًا في مدن أخرى، أظهرت الحادثة افتقار الجناة المطلق للوازع الأخلاقي، ومع ذلك فإن المعارضة الإسلامية استطاعت جني مزايا دعائية كبرى من المأساة في بيئة الريبة والغضب السائدة.
بما أن الحدث وقع خلال الفترة الثورة الإسلامية فأنه كان من الصعب للغاية تحديد الجناة، مما جعل الاتهامات المغلوطة سائدة إلى حد ما. ألقى العديد من عناصر الكتلة الثورية باللوم على محمد رضا شاه ملك إيران وجهاز الأمن الداخلي والاستخبارات سافاك.
على الرغم من عدم تقديم أدلة كافية لإثبات مثل هذه الادعاءات، والظروف التي تم فيها إشعال النار لم تساعد الشاه في مناشدات البراءة. وكان يعتقد أيضًا أن الشاه استهدف على وجه التحديد سينما ركس لغرض وحيد هو قتل المعارضين السياسيين الذين تجمعوا لمشاهدة الفيلم المناهض للحكومة الذي يتم عرضه هناك.

## التحقيقات والمتهمون
ووفقًا لمجموعة حقوق الإنسان والديمقراطية لإيران ومقرها واشنطن فإن عائلات الضحايا هم من قادوا التهمة لإجراء مزيد من التحقيقات في القضية حتى أنهم لجأوا إلى اعتصام طويل احتجاجي من أبريل إلى أغسطس 1980.
واعتقلت الحكومة الإيرانية الجديدة النقيب منير طاهري الذي اتهمته المحكمة الثورية بتلقي تدريب حرب العصابات في الولايات المتحدة. أكد دفاع طاهري أنه لم يزر عبدان مطلقًا وأنه كان في الأهواز وقت الحريق. وجدت المحكمة أن طاهري مذنب وأعدمته بعد ذلك بوقت قصير وذلك في 23 فبراير 1979.
في الفترة من 25 أغسطس إلى 4 سبتمبر 1980 أشرفت المحكمة الثورية على 17 جلسة محاكمة تضمنت محاكمة 26 شخصًا، تم خلالها إعدام حسين تقباليزاده أحد الجناة الأربعة وخمسة آخرين علانية.